# S/2011 J 1
S/2011 J 1 är en av Jupiters månar. Den upptäcktes år 2011 av Scott S. Sheppard. S/2011 J1 är cirka 1 kilometer i diameter och roterar kring Jupiter på ett avstånd av cirka 20 155 290 kilometer.
S/2011 J 1 har ännu inte fått något officiellt namn.